# 후지하코네이즈 국립공원
후지 하코네 이즈 국립공원(일본어: 富士箱根伊豆国立公園)은 일본의 야마나시현, 시즈오카현, 가나가와현, 도쿄도에 위치한 국립공원이다. 1936년에 후지 하코네 국립공원으로 지정된 것이 이 국립공원의 시초였다. 면적은 121,850ha이다.
"후지산, 하코네, 이즈반도, 이즈 제도"의 4개 지역으로 구성되었으며, 용암류에 의해서 생성된 지형이나 온천이 위치해 있다.

## 후지 하코네 이즈 국립공원에 속하는 지역

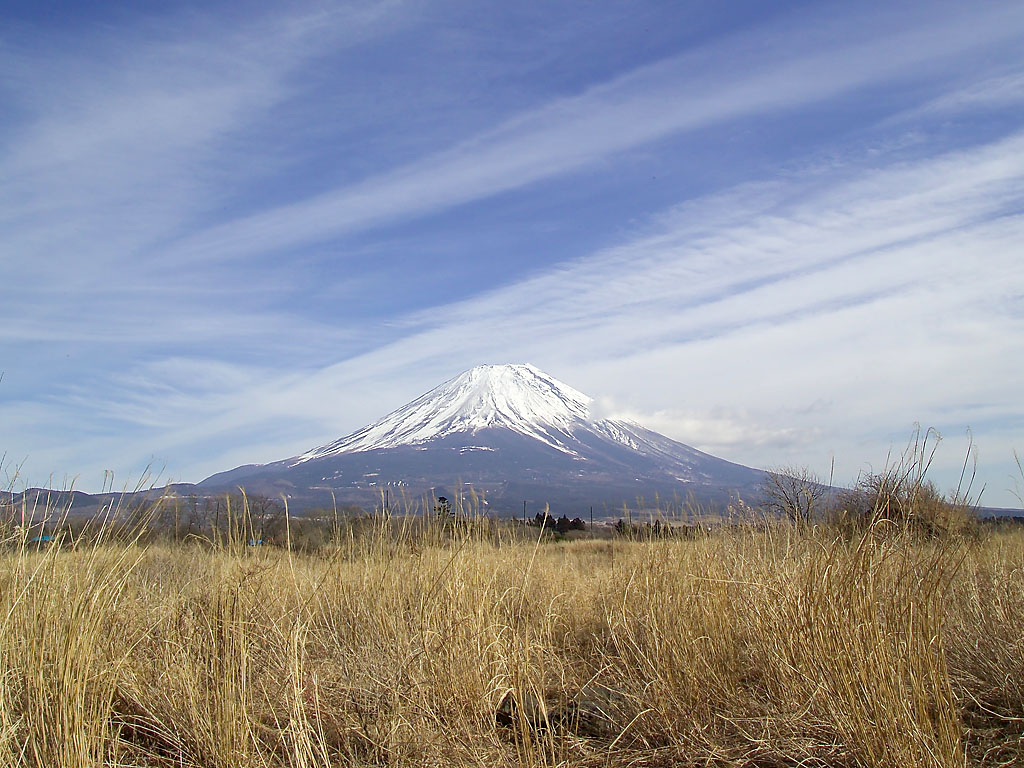
후지산

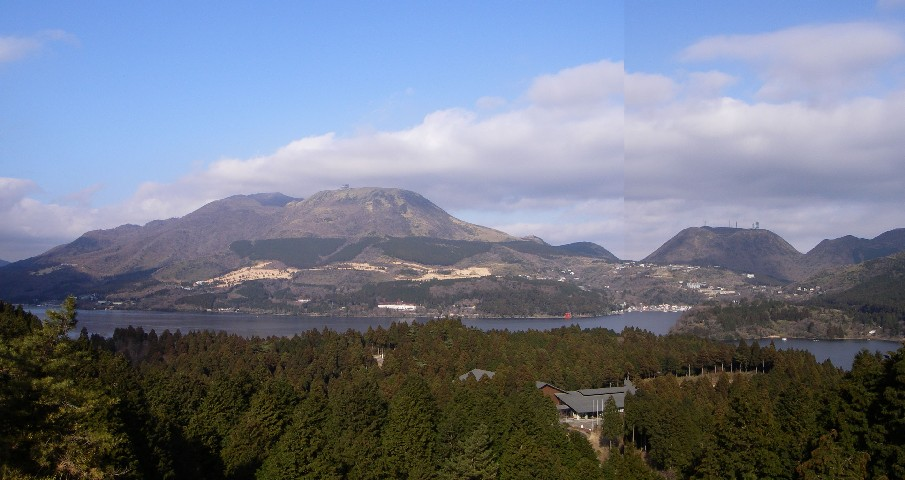
하코네산

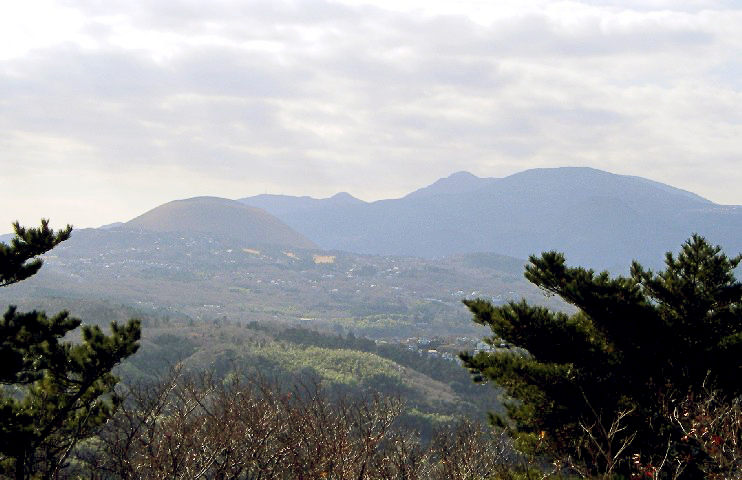
아마기산과 오무로산

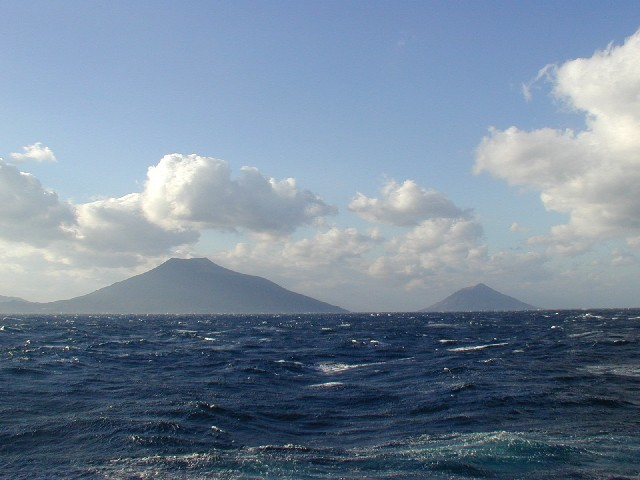
하치조섬과 하치조코섬

- 후지 산 지역(富士山地域, 후지 산이나 거기에 속하는 호수들)
  - 후지고코(富士五湖)
  - 아오키가하라(青木ヶ原)
- 하코네 지역(箱根地域)
  - 하코네산(箱根山)
  - 하코네 온천(箱根温泉)
  - 아시노코(芦ノ湖, 아시노호))
- 이즈반도(伊豆半島, 아마기산을 중심으로한 화산과 해안 풍경들)
  - 아마기산(天城山)
  - 오무로산(大室山)
  - 아타미 온천(熱海温泉), 이토 온천(伊東温泉) 등 온천이 많음
  - 조가사키 해안(城ヶ崎海岸)
- 이즈 제도(伊豆諸島, 해안이나 화산)
  - 이즈오섬(伊豆諸島)
  - 도시마섬(利島)
  - 니지마섬(新島)
  - 고즈섬(神津島)
  - 미야케섬(三宅島)
  - 미쿠라섬(御蔵島)
  - 하치조섬(八丈島)
  - 시키네섬(式根島)
  - 아오가섬(青ヶ島)
  - 하치조코섬(八丈小島)

## 같이 보기
- 일본의 국립공원